# Тоњ
Тоњ (слч. Tôň, мађ. Tany) насељено је мјесто са административним статусом сеоске општине (слч. obec) у округу Коморан, у Њитранском крају, Словачка Република.

## Становништво
| Година:    | 1994. | 2004.   | 2014.   | 2024.   |
| ---------- | ----- | ------- | ------- | ------- |
| Број људи: | 838   | 833     | 790     | 718     |
| Разлика:   |       | -0,59 % | -5,16 % | -9,11 % |

| Година:    | 2023. | 2024.   |
| ---------- | ----- | ------- |
| Број људи: | 711   | 718     |
| Разлика:   |       | +0,98 % |

Према подацима о броју становника из 2011. године насеље је имало 799 становника.